# CANactions
CANactions (назва утворена з двох слів «can» та «action» укр. могти, вчинок) — некомерційна освітня платформа, яка надає міждисциплінарні знання про місто, спираючись на найкращий світовий досвід.
Назва співзвучна з англійським словом «connection» — зв'язок. Засновник платформи — український архітектор Віктор Зотов; співзасновник — швейцарський урбаніст Урс Томанн (Urs Thomann).
У рамках платформи діє:
- Школа — CANactions School for Urban Studies,
- Щорічний міжнародний архітектурний фестиваль — Canactions,
- Публічна програма.

## Школа— CANactions School for Urban Studies

Відкриття програми Advanced Studies in Integrated Urban Development, Київ, 10 жовтня 2016

CANactions School for Urban Studies — це соціально орієнтований міждисциплінарний освітній проект, що ставить собі за мету дослідження сучасних українських міст і, на цій основі, розробку концепцій і визначення конкретних дій для їх стратегічного розвитку. Школа є органічним продовженням Фестивалю CANactions, заснованого архітектурним бюро Zotov&Co, який щорічно відбувається починаючи з 2008. Перші дві програми відбувались у форматі студій: «STUDIO#1» та «STUDIO#2:Майбутнє (пост)індустріальних міст України». Третя програма Advanced Studies in Integrated Urban Development відбувається у модульному форматі. Розпочалась 10 жовтня 2016 року і триватиме до червня 2017 року.

## Публічна програма
Серія публічних заходів розрахованих на широку аудиторію. Мета — створити спільноту людей, яких об'єднують схожі цінності та ідеї щодо міського розвитку. Протягом усього року відбуваються лекції, семінари, конференції, виставки, конкурси, кінопокази, воркшопи та інші культурні події. В рамках програми під керівництвом відомого американського архітектора та урбаніста Теді Круза (Teddy Cruz) проводився воркшоп, креативний директор італійського Istituto Europeo Di Design Джованні Оттонелло читав лекцію та проводив воркшоп.